# Euskal Ezkerra
Euskal Ezkerra (EuE) (en euskera Esquerra Basca) és un partit polític ja desaparegut que va aparèixer l'any 1993 com a resultat d'una escissió dins de Euskadiko Ezkerra (EE). Tenia el seu àmbit d'actuació a la Comunitat Autònoma Basca i Navarra.
Quan la major part dels afiliats d'EE es varen decidir per fusionar el seu partit amb el Partit Socialista d'Euskadi (PSE), el grup de militants contrari a aquesta decisió van decidir deslligar-se d'EE, no participar en el procés de fusió i fundar un nou partit anomenat Euskal Ezkerra (EuE). Bona part dels militants que deixaren EE per integrar-se a EuE eren quadres dirigents i càrrecs electes d'EE destacant entre ells Kepa Aulestia.
Dintre d'EuE es varen integrar els sectors d'EE que defensaven postures d'un nacionalisme basc d'esquerra, per damunt d'aquells altres sectors d'EE que defensaven postures de caràcter socialista i que varen romandre dins d'EE. Amb aquesta escissió dins de EE triomfaven els postulats d'aquells que renunciaven al dret a l'autodeterminació d'Euskal Herria per poder-se sentir còmodes a l'hora d'integrar-se en una organització d'àmbit espanyol com era el PSE-PSOE.
Dins d'aquesta nova orientació política, la direcció d'EuE va optar per no presentar-se en solitari a les eleccions i formar així una coalició amb Eusko Alkartasuna (EA), organització independentista basca d'orientació socialdemocrata, que es presentà a les eleccions espanyoles de juny de 1993 sota la marca electoral de EA-EuE. Aquesta coalició va néixer amb dos objectius. El primer passava per fer realitat dins del complex escenari polític basc una opció independentista d'esquerres prou forta que no estigues vinculada a la lluita armada d'ETA, trencant la polarització del nacionalisme basc (on EA i EE no havien acabat d'assentar les seves bases electorals), ja que aquest espai electoral estava dominat a la dreta pel Partit Nacionalista Basc (PNB) i per l'esquerra revolucionària d'Herri Batasuna (HB); i el segon era evitar el trasvàs de vots d'EE o bé al nou PSE-EE o al PNB o a HB, ja que això podria significar la radicalització encara més del panorama polític basc.
Però la coalició EA-EuE no va aconseguir recollir els vots dels possibles votants nacionalistes de l'antiga EE per així sumar-los als ja aconseguit per EA en anteriors comicis, tal com pretenien els seus promotors. Es van aconseguir inclòs pitjors resultats dels que havia obtingut EA en solitari l'any 1989 al mateix procés electoral, perdent una de les dues actes de diputats que tenia aquesta formació al Congrés espanyol.
Aquest fracàs va comportar la ruptura de la coalició i en el cas de EuE va obrir una greu crísis interna que desembocà en la seva definitiva dissolució com a partit polític al cap de poc temps. Alguns dels seus militants es van integrar posteriorment en altres formacions polítiques basques.